# Ізола-делла-Скала
Ізола-делла-Скала (італ. Isola della Scala, вен. Ìxoła deła Scała) — муніципалітет в Італії, у регіоні Венето,  провінція Верона.
Ізола-делла-Скала розташована на відстані близько 390 км на північ від Рима, 100 км на захід від Венеції, 22 км на південний схід від Верони.
Населення — 11 575 осіб (2014).
Щорічний фестиваль відбувається 25 липня. Покровитель — San Giacomo il Maggiore.

## Демографія
Населення за роками:

Станом на 1 січня 2023 року в муніципалітеті офіційно проживало 1608 іноземців з 54 країн, серед них 643 громадяни країн Євросоюзу та 41 громадянин України.

## Сусідні муніципалітети
- Боволоне
- Буттап'єтра
- Ербе
- Ногара
- Оппеано
- Саліццоле
- Тревенцуоло
- Вігазіо